# پیتر جیمز مارشال
پیتر جیمز مارشال (به انگلیسی: Peter James Marshall) (متولد 1933)، عضو آکادمی بریتانیا و مورخ مشهور بریتانیایی برای آثارش در زمینه امپراتوری بریتانیا، به ویژه فعالیت‌های کمپانی هند شرقی در قرن هجدهم در بنگال و همچنین تاریخ فعالیت‌های بریتانیا در آمریکای شمالی در همین دوران است.
او به دنبال خدمت ملی اش در گردان هفتم نظامی (در کنیا) در تفنگداران آفریقایی پادشاه، در کالج ولینگتون، برکشایر تحصیل کرد و افتخار درجه اولی در تاریخ را در وادهام کالج آکسفورد را بدست آورد. او در درجه دکترایش را به تاریخ 1962 گرفت.

## آثار
- The Impeachment of Warren Hastings, (Oxford, 1965)
- The Correspondence of Edmund Burke, vol. V, (Cambridge, 1965) (Assistant Editor)
- The Correspondence of Edmund Burke, vol. VII, (Cambridge, 1968) (Assistant Editor)
- East Indian Fortunes: The British in Bengal in the Eighteenth Century, (Oxford, 1976)
- The Correspondence of Edmund Burke, vol. X, (Cambridge, 1978) (Assistant Editor)
- The Great Map of Mankind: British Perceptions of the World in the Age of Enlightenment, (London, 1982) (Co-editor with G. Williams)
- The New Cambridge History of India, II, 2, Bengal: the British Bridgehead: Eastern India, 1740 - 1828, (Cambridge, 1988)
- The Oxford History of the British Empire, vol. II, The Eighteenth Century, (Oxford, 1998) (Contributor and Editor)[۱]
- 'A Free Though Conquering People': Eighteenth-century Britain and its Empire, (Aldershot, 2003)
- The Making and Unmaking of Empires: Britain, India and America c. 1750 - 1783, (Oxford, 2005)[۲]